# Patkány
A patkány (Rattus) az emlősök (Mammalia) osztályának rágcsálók (Rodentia) rendjébe, ezen belül az egérfélék (Muridae) családjába tartozó nem. A köznyelvben patkány alatt leggyakrabban a vándorpatkányt vagy a házi patkányt értik.

## Rendszerezés
A nembe 69 faj tartozik, ezekből 2 kihalt:
- R. norvegicus csoport
  - Rattus nitidus Hodgson, 1845
  - vándorpatkány (Rattus norvegicus) Berkenhout, 1769 - típusfaj
  - Rattus pyctoris Hodgson, 1845 - szinonimája: Rattus turkestanicus
- R. rattus csoport
  - Rattus adustus Sody, 1940
  - Rattus andamanensis Blyth, 1860 - szinonimája: Rattus sikkimensis
  - Rattus argentiventer Robinson & Kloss, 1916
  - Rattus baluensis Thomas, 1894
  - Rattus blangorum Miller, 1942
  - Rattus burrus Miller, 1902
  - Rattus hoffmanni Matschie, 1901
  - Rattus koopmani Musser & Holden, 1991
  - Rattus losea Swinhoe, 1871
  - Rattus lugens Miller, 1903
  - mindorói patkány (Rattus mindorensis) Thomas, 1898
  - Rattus mollicomulus Tate & Archbold, 1935
  - Rattus osgoodi Musser & Newcomb, 1985
  - Rattus palmarum Zelebor, 1869
  - házi patkány (Rattus rattus) Linnaeus, 1758
  - Rattus satarae Hinton, 1918
  - Rattus simalurensis Miller, 1903
  - Rattus tanezumi Temminck, 1844
  - Tawi-Tawi patkány (Rattus tawitawiensis) Musser & Heaney, 1985
  - Rattus tiomanicus Miller, 1900
- R. xanthurus csoport
  - Rattus bontanus Thomas, 1921 - szinonimája: Rattus foramineus
  - Rattus marmosurus Thomas, 1921
  - Rattus pelurus Sody, 1941
  - Rattus salocco Tate & Archbold, 1935
  - Rattus xanthurus Gray, 1867
- R. leucopus csoport (Pápua Új-Guinea)
  - Rattus arfakiensis Rümmler, 1935
  - Rattus arrogans Thomas, 1922
  - Rattus elaphinus Sody, 1941
  - Rattus feliceus Thomas, 1920
  - Rattus giluwensis Hill, 1960
  - Rattus jobiensis Rümmler, 1935
  - Rattus leucopus Gray, 1867
  - Rattus mordax Thomas, 1904
  - Rattus niobe Thomas, 1906 - szinonimája: Stenomys niobe
  - Rattus novaeguineae Taylor & Calaby, 1982
  - Rattus omichlodes Misonne, 1979
  - Rattus pococki Ellerman, 1941
  - Rattus praetor Thomas, 1888
  - Rattus richardsoni Tate, 1949 - szinonimája: Stenomys richardsoni
  - Rattus steini Rümmler, 1935
  - Rattus vandeuseni Taylor & Calaby, 1982 - szinonimája: Stenomys vandeuseni
  - Rattus verecundus Thomas, 1904 - szinonimája: Stenomys verecundus
- R. fuscipes csoport (Ausztrália)
  - Rattus colletti Thomas, 1904
  - feketelábú patkány (Rattus fuscipes) Waterhouse, 1839
  - vidrapatkány (Rattus lutreolus) J. E. Gray, 1841
  - Rattus sordidus Gould, 1858
  - Tunney-patkány (Rattus tunneyi) Thomas, 1904
  - hosszúszőrű patkány (Rattus villosissimus) Waite, 1898
- Incertae sedis
  - Rattus annandalei Bonhote, 1903
  - Rattus enganus Miller, 1906
  - Rattus everetti Günther, 1879
  - polinéz patkány (Rattus exulans) Peale, 1848
  - Rattus foersteri Rümmler, 1935
  - Rattus hainaldi Kitchener, How, & Maharadatunkamsi, 1991
  - Rattus hoogerwerfi Chasen, 1939
  - Rattus korinchi Robinson & Kloss, 1916
  - †McLear-patkány (Rattus macleari) Thomas, 1887
  - Rattus montanus Phillips, 1932
  - Rattus morotaiensis Kellogg, 1945
  - †Rattus nativitatis Thomas, 1889
  - Rattus nikenii Maryanto, Sinaga, Achmadi & Maharadatunkmsi, 2010
  - Rattus ranjiniae Agrawal & Ghosal, 1969
  - Rattus sanila Flannery & White, 1991
  - Rattus stoicus Miller, 1902
  - timori patkány (Rattus timorensis) Kitchener, Aplin, & Boeadi, 1991
  - Rattus unicolor Rümmler, 1935